# Макфол (Мисури)
Макфол (енгл. McFall) град је у америчкој савезној држави Мисури.

## Демографија
По попису из 2010. године број становника је 93, што је 42 (-31,1%) становника мање него 2000. године.
| Група             | 2000.       | 2010.       |
| Белци             | 130 (96,3%) | 93 (100,0%) |
| Афроамериканци    | 2 (1,5%)    | 0 (0,0%)    |
| Азијати           | 0 (0,0%)    | 0 (0,0%)    |
| Хиспаноамериканци | 2 (1,5%)    | 0 (0,0%)    |
| Укупно            | 135         | 93          |